# Vogesen-Stiefmütterchen
Das Vogesen-Stiefmütterchen (Viola lutea), auch Gelbes Vogesenveilchen, oder – bei Unterarten – Sudeten-Stiefmütterchen, Sudeten-Veilchen, Gelbes Alpen-Veilchen oder Gelbes Alpen-Stiefmütterchen genannt, ist eine Pflanzenart aus der Gattung Veilchen (Viola) innerhalb der Familie der Veilchengewächse (Violaceae).

## Beschreibung

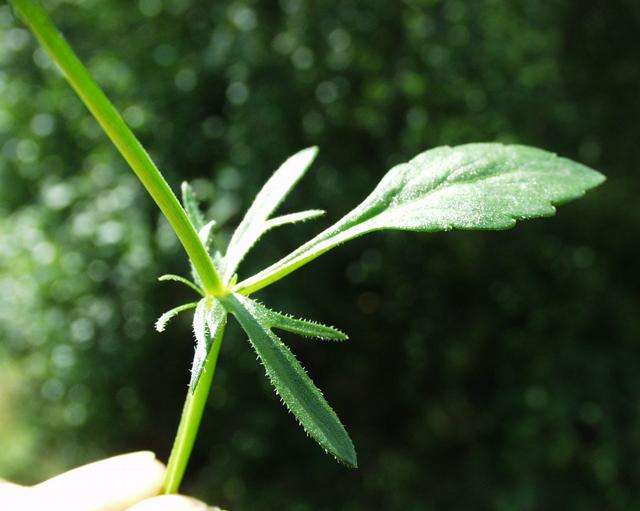
Blatt mit Nebenblättern

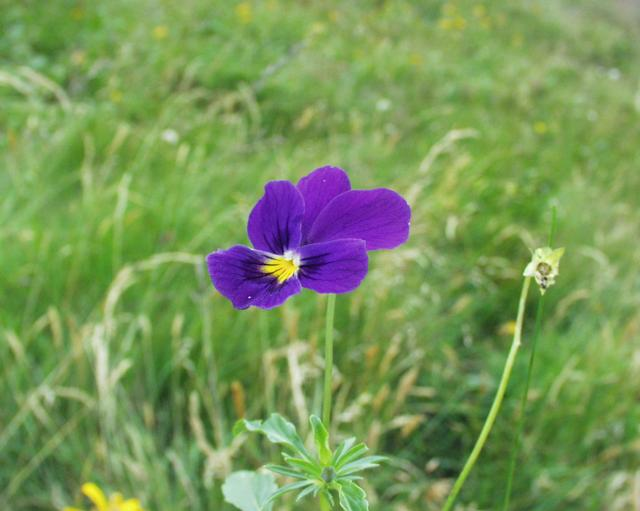
Blüte mit gelb-blauvioletten Kronblättern von Viola lutea subsp. lutea

### Vegetative Merkmale
Das Vogesen-Stiefmütterchen ist eine ausdauernde krautige Pflanze, die Wuchshöhen von meist 10 bis 25, selten bis zu 40 Zentimetern erreicht. Als Überdauerungsorgane werden unterirdische Ausläufer gebildet. Der unverzweigte, schlanke Stängel ist kahl und dreikantig.
Die Laubblätter sind wechselständig am Stängel verteilt. Die Blattspreite der unteren Laubblätter ist eiförmig-herzförmig, weiter oben werden sie mehr elliptisch-lanzettlich. Die blattartigen Nebenblätter sind nur wenig verbreitert, mit vier bis sechs seitlichen Abschnitten und mit einem mehr oder weniger linealischen, immer ganzrandigen Endabschnitt.

### Generative Merkmale
Die Blütezeit reicht von Juni bis August. Je Stängel ist gewöhnlich eine, manchmal aber auch bis zu vier lang gestielte Blüten einzeln in Blattachseln vorhanden.
Die zwittrigen und nur wenig riechenden Blüten sind zygomorph und fünfzählig mit doppelter Blütenhülle. Die Kronblätter sind deutlich länger als die Kelchblätter. Die fünf ausgebreiteten Kronblätter sind gelb oder mischfarbig gelb-violett oder gelb-blau und 1,5 bis 3 Zentimeter lang. Der am untersten Kronblatt sitzende Sporn ist etwa halb so lang wie die Kronblätter.
Die Kapselfrucht reißt an den drei Längsnähten zur Form eines dreizackigen Stern auf.
Die Chromosomenzahl beträgt 2n = 48.

## Unterscheidung ähnlicher Arten
Vom Wilden Stiefmütterchen (Viola tricolor), dessen Gebirgsformen und anderen Viola-Arten kann man das Vogesen-Stiefmütterchen unter anderem dadurch unterscheiden, dass es "Nebenblätter mit nur wenig verbreitertem mehr oder weniger linealischem, stets ganzrandigem Endabschnitt" hat. Der Stängel ist "meist einfach, am Grunde niederliegend", der Sporn "0,5–2,5mal so lang wie der Rest des Kronblattes". Neben Pflanzen mit gelben Kronblättern können auch Pflanzenexemplare auch mit teils violetten oder teils bläulichen Kronblättern vorkommen. Es hat meist größere Blüten und einen längeren Sporn als das Wilde Stiefmütterchen und im Gegensatz zum Langsporn-Veilchen (Viola calcarata), das einen nur sehr kurzen Stängel hat, ist der Stängel beim Vogesen-Stiefmütterchen in der Regel deutlicher entwickelt.

## Ökologie
Beim Vogesen-Stiefmütterchen handelt es sich um einen Hemikryptophyten. Es ist ein abgewandeltes, ausdauerndes Glazialrelikt mit einem weitkriechenden Rhizom und kommt hauptsächlich "subalpin bis alpin" auf "Wiesen und Weiden, meist auf Kalk" vor, wie im Schweizer Raum berichtet wird, nach anderen Angaben aus Österreich ist es "kalkmeidend". In der britischen und irischen Flora wird es als schwach kalkmeidend erwähnt, wiewohl es dort üblicherweise auf kalkhaltigen Felsen gefunden wird, es meidet nach diesen Angaben dort jedoch stark silikatische Böden. Im Westlichen Irland kommt es auch auf Dünen vor., denn dort gibt es auch Tiefland-Typen. Das Vogesen-Stiefmütterchen ist eine Charakterart des Violo-Nardetum aus dem Verband Nardion.
Die Bestäubung erfolgt im Wesentlichen durch Insekten.
Falls man das Gelbe Galmei-Veilchen  als eine Unterart des Vogesen-Stiefmütterchens einordnet (dann: Viola lutea subsp. calaminaria, ansonsten Viola calaminaria), dann ist diese eine Unterart an die Resistenz gegenüber Galmei-Giften, schwefelfreien Zinkerzen, angepasst.
Sie bildet mit einem Wurzelpilz eine VA-Mykorrhiza, der die schädlichen Stoffe absorbiert. Das Gelbe Galmei-Veilchen wird aber meist als eine eigene Art angesehen, als eine "Charakterart der Galmeirasen". Es kommt "ausschließlich auf schwermetallhaltigen Böden im Raum Aachen" vor.

## Vorkommen
Wie sich aus dem Namen Vogesen-Stiefmütterchen schließen lässt, kommt diese Art in den Vogesen vor, doch auch aus den Sudeten und in der Tatra sind Vorkommen bekannt. Allerdings findet man es in Form mehrerer Unterarten auch in Nordeuropa im Vereinigten Königreich und in Irland, in Mitteleuropa in Österreich, Belgien, Tschechien, der Slowakei, Deutschland, Luxemburg, den Niederlanden, Polen und der Schweiz, und in Südwesteuropa in Frankreich und in Spanien.
Die Unterart Viola lutea subsp. lutea gedeiht in Westeuropa und der Schweiz auf feuchten Gebirgswiesen in subalpinen bis alpinen Höhenstufen in Höhenlagen bis zu 1400 Metern auf humosen, durchlässigen Böden und an sonnigen Standorten.
Die ökologischen Zeigerwerte nach Landolt et al. 2010 sind in der Schweiz: Feuchtezahl F = 2+ (frisch), Lichtzahl L = 4 (hell), Reaktionszahl R = 3 (schwach sauer bis neutral), Temperaturzahl T = 2 (subalpin), Nährstoffzahl N = 2 (nährstoffarm), Kontinentalitätszahl K = 2 (subozeanisch).

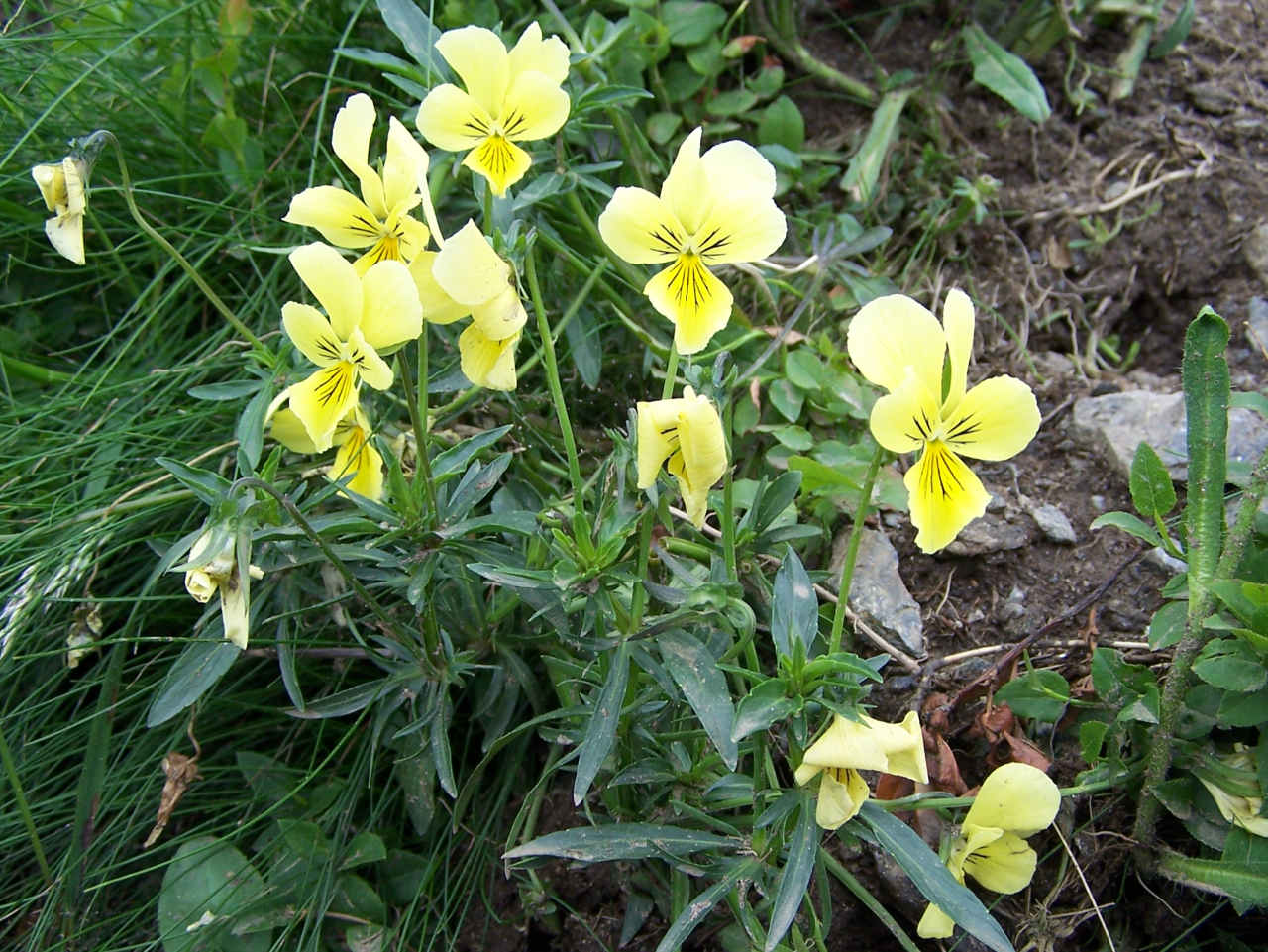
Sudeten-Stiefmütterchen (Viola lutea subsp. sudetica) in der Tatra

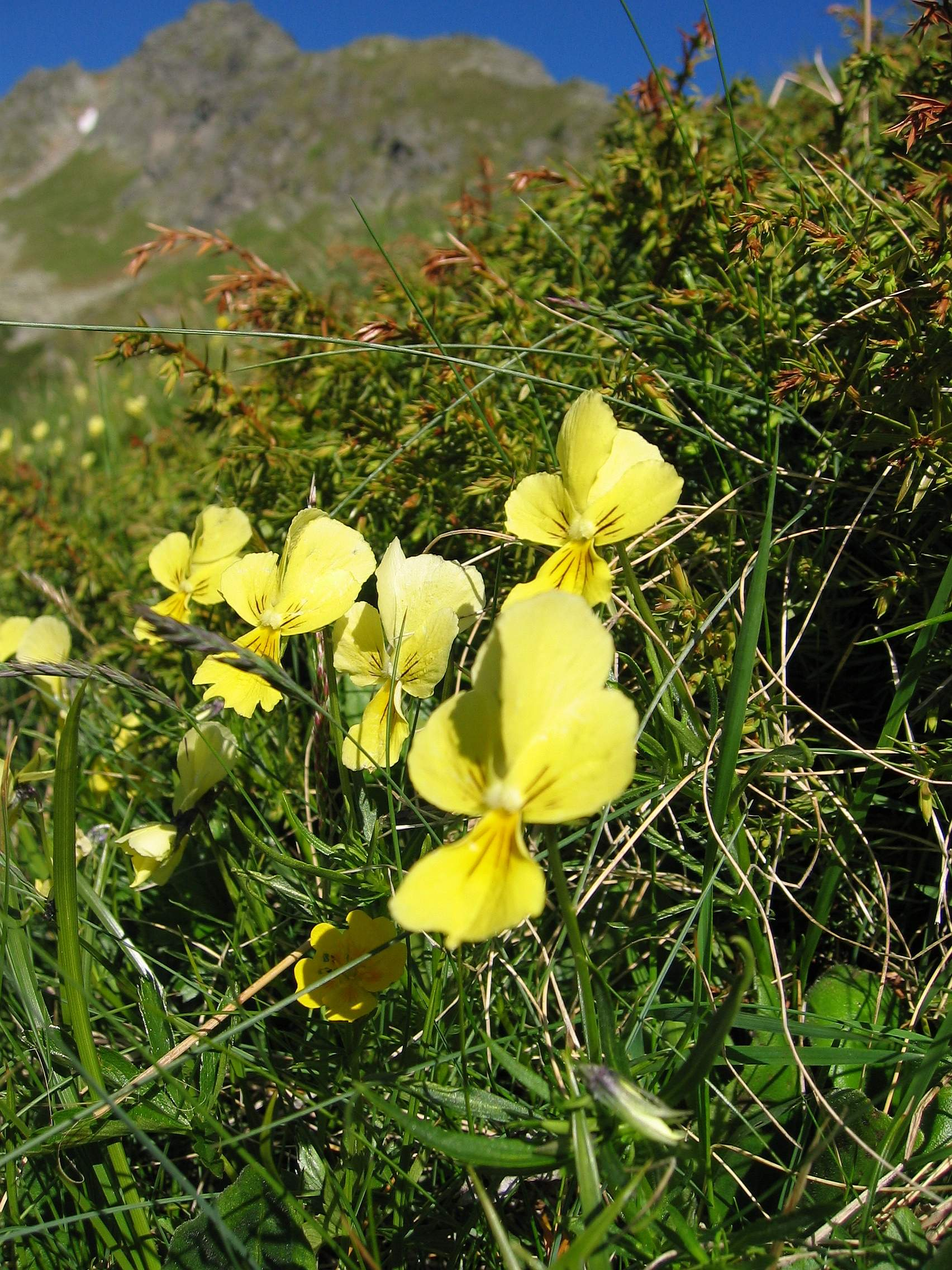
Sudeten-Stiefmütterchen (Viola lutea subsp. sudetica) in der Bösenstein-gruppe in der Steiermark

## Systematik
Die Erstveröffentlichung von Viola lutea erfolgte 1762 durch William Hudson in seiner Flora anglica S. 331.
Je nach Autor gibt mehrere Unterarten von Viola lutea (Auswahl):
- Vogesen-Stiefmütterchen (Viola lutea Huds. subsp. lutea): Es kommt in Spanien, Frankreich, Großbritannien, Irland, in den Niederlanden, Belgien und Luxemburg vor.[7] In den Vogesen kommt es in Höhenlagen von 800 bis 1400 Metern vor.[1]
- Sudeten-Stiefmütterchen (Viola lutea subsp. sudetica (Willd.) W.Becker): Es hat Vorkommen in Europa östlich des 14. Breitengrades (Karpaten und Sudeten, selten in Österreich). Die Pflanze bildet unterirdische Ausläufer und ist stets gelb. Die Nebenblätter haben vier bis sechs seitliche Abschnitte. Sie haben einen wenig verbreiterten, mehr oder weniger linealischen, stets ganzrandigem Endabschnitt. Sie findet sich auf kalkarmen Magerwiesen und Weiderasen in subalpinen bis alpinen Höhenstufen. Diese Unterart gilt als potenziell gefährdet.
- Gelbes Galmei-Veilchen oder Gelbes Galmei-Stiefmütterchen (Viola lutea subsp. calaminaria (Ging.) Nauenb., Syn.: Viola calaminaria (Ging.) Lej.): eine nach dem BNatSchG geschützte bzw. streng geschützte Unterart. Nach anderer Ansicht ist das Gelbe Galmei-Veilchen eine eigene Art.[6]

## Beteiligung an einer Kulturform
In den Garten-Stiefmütterchen (Viola wittrockiana), einer Bastardsippe oder komplexen Hybriden, ist auch Erbgut des Vogesen-Stiefmütterchens vorhanden. Nach seiner Analyse der Züchtungsgeschichte, die bis heute akzeptiert wird, legte der Botaniker Veit Brecher Wittrock dar, dass die hybridogene Art Viola wittrockiana hauptsächlich aus Viola tricolor und Viola lutea, in geringerem Maße aus Viola altaica und eventuell weiteren Taxa der Sektion Melanium gezüchtet wurde. Die zuletzt präsentierte und akzeptierte Bastardformel für Viola wittrockiana ist: Viola lutea subsp. sudetica ×tricolor × altaica (Werner in Jäger & Werner 2001 “2002”: 242).